# El padre es abuelo
El padre es abuelo (título original, Father's Little Dividend) es una comedia estadounidense de Vincente Minnelli, estrenada en 1951. Es la secuela de la película El padre de la novia concebida con el mismo equipo, un año antes. Según el crítico de cine Leonard Maltin, esta película fue uno de los primeros ejemplos de una secuela propia de un estudio de cine moderno.

## Argumento
Kay y Buckley Dunstan esperan un bebé... Los dos padres discuteen sin parar y no tienen más que una palabra en la boca: "divorcio". La abuela, orgullosa de su futura descendencia multiplica las actividades sociales para informar a todo su círculo. Por lo que hace a Stanley, el padre de Kay, ser imagina de mala manera en su futuro papel de abuelo atento, hasta el punto de tener pesadillas. Cuando finalmente el niño llega, la vida se organiza más bien que mal alrededor del niño. I como además, se llama Stanley júnior, el abuelo no tiene otra opción que asumir sus responsabilidades.

## Reparto
- Spencer Tracy: Stanley T. Banks
- Joan Bennett: Ellie Banks
- Elizabeth Taylor: Kay Dunstan
- Don Taylor: Buckley Dunstan
- Billie Burke: Doris Dunstan
- Moroni Olsen: Herbert Dunstan
- Richard Rober: Policia
- Marietta Canty: Delilah
- Russ Tamblyn: Tommy Banks
- Tom Irish: Ben Banks
- Paul Harvey: Reverendo Galsworthy

## Producción
La secuela tuvo una buena acogida tanto por parte del público como de la crítica y tuvo un éxito financiero a la altura de su predecesora. Según los registros de MGM, la película obtuvo 3.122.000 dólares a los Estados Unidos y en el Canadá y 1,5 millones de dólares en otros lugares, con un resultado de 2.025.000 dólares. 